# أنجيلينا ميخائيلوفنا فوفك
أنجيلينا ميخائيلوفنا فوفك (الروسية: Вовк, Ангелина Михайловна) (ولدت في 16 سبتمبر  1942  ، طولون ، منطقة إيركوتسك ، الاتحاد السوفياتي) هي ممثلة سينمائية ومدرسة مسرح 

## وصلات خارجية
- أنجيلينا ميخائيلوفنا فوفك على موقع IMDb (الإنجليزية)
- أنجيلينا ميخائيلوفنا فوفك على موقع كينوبويسك (الروسية)